# Лајтхаус Појнт (Флорида)
Лајтхаус Појнт (енгл. Lighthouse Point) град је у америчкој савезној држави Флорида. По попису становништва из 2010. у њему је живело 10.344 становника.

## Демографија
Према попису становништва из 2010. у граду је живело 10.344 становника, што је 423 (3,9%) становника мање него 2000. године.
| Група             | 2000.          | 2010.         |
| Белци             | 10.071 (93,5%) | 9.067 (87,7%) |
| Афроамериканци    | 46 (0,4%)      | 171 (1,7%)    |
| Азијати           | 85 (0,8%)      | 161 (1,6%)    |
| Хиспаноамериканци | 450 (4,2%)     | 779 (7,5%)    |
| Укупно            | 10.767         | 10.344        |